# 新居昭乃
新居 昭乃（あらい あきの、1959年8月21日 - ）は、日本のシンガーソングライター、作詞家、作曲家、編曲家。
東京都出身。九州産業大学芸術学部美術学科で絵画を専攻。基本的にフリーで活動しているが、本人名義のCDのリリースはFlyingDogから行っている。多数のレコード会社のアニメ・ゲーム・ドラマの主題歌・挿入歌・イメージソング、テレビCMソングの歌唱・アーティストへの楽曲提供、コンサート・コーラス参加もあり提供曲のセルフカバーも多く行っている。

## 経歴
1984年に第28回ヤマハポピュラーソングコンテストにおいて、楽曲「金色の目」で入賞および川上賞を受賞、世界歌謡祭出場。その後は九州で独自に音楽活動を続け、レコード会社のプロデューサーにスカウトされデビューの機会を得る。1986年に劇場用アニメ『ウインダリア』主題歌「約束」で、メジャー・デビュー。続けて1stアルバム『懐かしい未来』を発表するが、その後は1997年まで個人名義のアルバムは出さず、種ともこやPSY・Sなどのライブやレコーディングへの参加にコマーシャルやアニメ音楽の分野を中心に活動する。
1997年に11年ぶりのアルバム『空の森』『そらの庭』リリース後は、数年に一度の割合でオリジナル・アルバムを発売している。
コンサートは不定期ながら、Zepp Tokyo・東京国際フォーラムCなどの会場で行っている。2006年に初の海外ライブ（ベルリン・パリ）を成功させた。
ソロ以外の活動としては、1996年にYAYOI（柚楽弥衣）とのユニットGoddess in the Morningで、アルバムを1枚発表している。また、1999年に上野洋子・丸尾めぐみらと共にMarsh-Mallowを結成して、2001年にアルバムを発表したが、本人は2001年末に脱退している。
この他に上野洋子脱退後のZABADAKのアルバムでリード・ボーカルを担当したほか、多数のミュージシャンの作品に参加している。CHARAや安藤裕子のライブサポートでもコーラスを担当しており、CHARAとは2005年よりユニット、Cold sugarを結成している。
2011年にはグループRuRu Chapeau（ルル・シャポー）を結成する。メンバーはkiro（magcafe at garden)）・岩戸崇・保刈久明・本人の4名で、韓国でレコーディングを行ったアルバムを制作した。

## ディスコグラフィ

### シングル
| 枚       | 発売日         | タイトル                     | B面                                         | 規格品番     | 最高位       | 収録アルバム         |
| -------- | -------------- | ---------------------------- | ------------------------------------------- | ------------ | ------------ | -------------------- |
| 1st      | 1986年7月5日   | 約束                         | 美しい星                                    | SV-9146      | 97位         | 懐かしい未来         |
| 2nd      | 1986年10月21日 | 地図を行く雲                 | Ring Ring                                   | SV-9182      | 68位         | 懐かしい未来         |
| 3rd      | 1992年1月21日  | 風と鳥と空 〜reincarnation〜 | ETERNITY                                    | VIDL-87      | 64位         | 空の森               |
| 4th      | 1992年11月21日 | 凍る砂                       | Licao do Vento                              | VIDL-115     | 圏外         | 空の森               |
| -        | 1996年4月24日  | 少年の羽                     | 少年の羽                                    | VIDL-10765   | 圏外         | Another Planet       |
| 5th      | 1998年1月21日  | 昼の月                       | 人間の子供                                  | VIDL-30073   | 圏外         | RGB                  |
| 6th      | 1998年4月22日  | 月の家                       | 黒い種                                      | VIDL-30201   | 圏外         | RGB                  |
| 7th      | 1999年11月20日 | 叶えて                       | 祝祭の前                                    | VIDL-30458   | 39位         | RGB                  |
| 8th      | 2001年2月21日  | 花のかたち                   | フォロー・ミー/メロディ(moonside ver.)/Reve | VICL-35231   | 34位         | RGB                  |
| 9th      | 2002年5月22日  | 覚醒都市                     | 黄昏は未来で待つ/ポーリーヌ・ポーリーヌ     | VICL-35385   | 51位         | sora no uta          |
| 10th     | 2004年8月4日   | 懐かしい宇宙                 | 虹色の惑星/Airplane                         | VICL-35684   | 19位         | sora no uta          |
| 11th     | 2006年5月24日  | キミヘ ムカウ ヒカリ         | Aquarium on the Moon                        | VICL-36057   | 31位         | Blue Planet          |
| 12th     | 2008年1月23日  | 金の波 千の波                | 鳥かごの夢                                  | VTCL-35018   | 26位         | Red Planet           |
| 13th     | 2009年8月5日   | 蜜の夜明け                   | Ekleipsis/Monday, Tuesday                   | VTCL-35063   | 41位         | Blue Planet          |
| 14th     | 2013年1月30日  | Unknown Vision               | 一切へ/Magic Garden                         | VTCL-35146   | 44位         | リトルピアノ・プラス |
| デジタル | 2014年5月29日  | LostArea                     | LostArea                                    | LostArea     | LostArea     | リトルピアノ・プラス |
| 15th     | 2017年2月22日  | ユメミル雨                   | Hand to Hand                                | MFCZ-1080    | 113位        | Another Planet       |
| デジタル | 2017年9月20日  | おはよう地球                 | おはよう地球                                | おはよう地球 | おはよう地球 | Another Planet       |

#### コラボ・シングル
| 発売日        | タイトル            | B面              | 規格品番   | 最高位 | 名義                           |
| ------------- | ------------------- | ---------------- | ---------- | ------ | ------------------------------ |
| 2020年5月13日 | 月明かりのMonologue | Étoile de prière | VTCL-35317 | 40位   | AKINO arai × AKINO from bless4 |

### アルバム

#### オリジナル・アルバム
| 枚   | 発売日         | タイトル             | 規格品番                                    | 最高位 |
| ---- | -------------- | -------------------- | ------------------------------------------- | ------ |
| 1st  | 1986年10月21日 | 懐かしい未来         | VDR-1284                                    | 97位   |
| 2nd  | 1997年10月22日 | そらの庭             | VICL-60043                                  | 71位   |
| 3rd  | 2000年5月24日  | 降るプラチナ         | VICL-60549                                  | 32位   |
| 4th  | 2004年9月8日   | エデン               | VICL-61214                                  | 45位   |
| 5th  | 2009年4月29日  | ソラノスフィア       | VTCLｰ60107                                  | 30位   |
| 6th  | 2012年4月25日  | Red Planet           | VTCL-60301                                  | 39位   |
| 7th  | 2012年4月25日  | Blue Planet          | VTCL-60302                                  | 38位   |
| 8th  | 2016年8月21日  | リトルピアノ・プラス | VTCL-60430                                  | 58位   |
| 9th  | 2019年12月18日 | ツバメ               | VTZL-163（初回限定盤） VTCL-60511（通常盤） | 58位   |
| 10th | 2022年09月07日 | ミツバチの羽音       | APHL-0018                                   | 240位  |

#### ベスト・アルバム
| 枚  | 発売日         | タイトル    | 規格品番                                   | 最高位 |
| --- | -------------- | ----------- | ------------------------------------------ | ------ |
| 1st | 1997年8月21日  | 空の森      | VICL-60042                                 | 圏外   |
| 2nd | 2002年4月24日  | RGB         | VICL-60869                                 | 45位   |
| 3rd | 2005年11月23日 | sora no uta | VICL-61797（初回限定盤） VIZL-57（通常盤） | 35位   |

#### コンセプト・アルバム
| 枚  | 発売日        | タイトル   | 規格品番   | 最高位 |
| --- | ------------- | ---------- | ---------- | ------ |
| 1st | 2001年5月23日 | 鉱石ラジオ | VICL-60721 | 45位   |

#### カバー・アルバム
| 枚  | 発売日         | タイトル | 規格品番 | 最高位 |
| --- | -------------- | -------- | -------- | ------ |
| 1st | 2017年06月14日 | Smile    | APHL-8   | 225位  |

#### コンピレーション・アルバム
| 枚  | 発売日         | タイトル       | 規格品番   | 最高位 |
| --- | -------------- | -------------- | ---------- | ------ |
| 1st | 2019年12月18日 | Another Planet | VTCL-60512 | 65位   |

#### 限定販売アルバム
| 枚  | 発売日        | タイトル                     | 規格品番 |
| --- | ------------- | ---------------------------- | -------- |
| 1st | 2005年5月20日 | VH music                     | VH-1     |
| 2nd | 2006年7月16日 | VHmusic2 the first euro tour | VH-2     |

### RuRu Chapeau
| 枚  | 発売日         | タイトル     | 規格品番   | 最高位 |
| --- | -------------- | ------------ | ---------- | ------ |
| 1st | 2011年11月23日 | RuRu Chapeau | VICL-63825 | 圏外   |

### ゲームサントラCD
- 『THE VOCAL FROM Ys』
  - LILIA
  - LILIA～English Version
- 『PERFECT COLLECTION YsIII』
  - 千年LOVING
  - 悲しみのアベニュー
- 『Falcom SPECIAL BOX '91』
  - 星空のララバイ
  - 風のモノローグ
- 『PERFECT COLLECTION SORCERIAN Vol.2』
  - 永遠の祈り
- 『FALCOM SPECIAL BOX '92』
  - VOYAGE DE ROI

### 提供
- 天野由梨
  - 魂の扉（作詞・作曲・編曲）
- 石橋千恵
  - 光のすあし（作詞・作曲）
  - さかさまの虹（作詞・作曲・編曲）
- かないみか
  - 虹の色がかわる（作詞・作曲・編曲）
- 木氏沙織
  - ひとりきりの空（作曲）
- 草尾毅
  - KNIGHT OF LODOSS 〜風の歌〜（作詞）
- 桑田貴子
  - 風の羽（作詞・作曲）
  - 炎のラグリマ（作詞・作曲）
- ZABADAK
  - アジアの花（作詞）
  - Psi-trailing（作詞）
  - 北極を探しに（作詞）
  - 太陽は眠っている（作詞）
- 桜井幸子
  - 天使の落書（作詞・作曲）
- 櫻井孝宏
  - リニカナッタ（作詞・作曲）
- 桜井智
  - フロイドのお髭（作曲・編曲）
  - 朝食の御案内（作曲）
- 椎名へきる
  - 涙 NAMIDA（作曲）
- Sherry
  - Adèsso e Fortuna 〜炎と永遠〜（作詞・作曲）
- 白鳥由里
  - Anastasia（作詞・作曲・編曲）
  - 風のおまじない（作詞・作曲・編曲）
  - 青い空と自転車（作詞）
  - ピンク・トルマリン（作詞・作曲・編曲）
  - 青色の窓（作詞・作曲・編曲）
  - 子供の見る夢（作詞・編曲）
  - キャラメル（作詞・作曲・編曲）
  - ひこうき（作詞・作曲・編曲）
  - エメラルドの森（作曲・編曲）
  - bird（作詞・作曲・編曲）
  - 笑顔のきもち（作詞・編曲）
  - 空の奇蹟（作詞・作曲・編曲）
  - Strawberry Candle（作詞・作曲）
  - すみれ（作詞・作曲）
  - カンガルー・ポゥ（作詞・作曲）
  - Rosy Daisy（作詞・作曲）
  - Baby's breath（作詞・作曲）
  - Beluga 〜海のカナリア〜（作詞・作曲・編曲）
  - パラソル（作詞・作曲・編曲）
  - 上海より愛をこめて（作詞・作曲・編曲）
  - 人魚の入浴（作詞・作曲・編曲）
  - Sunnyday Laundry（作詞・編曲）
  - 小さな宇宙（作曲・編曲）
  - アクアマリン（作詞・作曲・編曲）
  - CAFE MON LECHE（作曲・編曲）
  - HELLO Mr.Cat Bon（作詞・作曲・編曲）
  - Little Wing（作詞・作曲・編曲）
  - Thinner Tiny Glamour（作詞・作曲）
  - ロボットはロケットで火星へ飛んだ（作詞・作曲）
- 鈴木真仁
  - Water（作曲）
- 種ともこ
  - LOVE SONG（作曲・編曲）
- 冬馬由美
  - 星の雨（作詞・作曲）
  - ひとりごと（作曲・編曲）
  - 曼珠沙華（作曲・編曲）
- 田中理恵
  - ニンギョヒメ（作曲）
- 手嶌葵
  - 時の歌（『ゲド戦記歌集』/ 保刈久明と共同作曲）
    - アニメ映画『ゲド戦記』主題歌

  - 月のかけら（作詞・作曲）
  - 花びら（作詞・作曲）
  - 虹（作詞・作曲）
- 永作博美
  - 雨の月曜日（作曲）
- 三重野瞳
  - ガリレオの夜（作詞・作曲・編曲）
  - ウソの日（作曲・編曲）
  - ビーシュ（作曲）
  - ドライブ ドライブ（作曲・編曲）
  - 花かんむり（作詞・作曲・編曲）
  - 君を着て（作曲・編曲）
- 宮村優子
  - おやすみなさい（作曲・編曲）
  - あーあ。（作曲）
- やなぎなぎ
  - Partie de ton monde（作詞・作曲）※作詞はやなぎなぎと共作[5]。
- 悠木碧
  - ポポン…ポン!（作詞・作曲）
  - 夜の扉とメリーゴーランド（作詞）
  - サンクチュアリ・アリス（作詞・作曲）
- 吉野千代乃
  - ヴィーナスは眠らない（作曲）
- 鷲尾いさ子
  - 三日月と私（作曲）
- 渡辺満里奈
  - 街はシネマのように（作曲）
  - SWINGIN' MOON（作曲）

### その他
- ベルデセルバ戦記 - PSゲームソフト・ベルデセルバ戦記〜翼の勲章〜OPソング
- I LOVE FUKUOKA SONG　- 新天町 40周年記念曲
- Catch The WInd〜夢をのせて〜　- 三島信用金庫イメージソング
- 時の調べ　- 信長の野望・戦国群雄伝／作曲・編曲 菅野よう子
- ほうき星　- 信長の野望・覇王伝／作曲・編曲 菅野よう子
- 遠い青色　- 信長の野望・天翔記／作曲・編曲 菅野よう子
- 季節が変わる頃　- 三國志／作曲・編曲 菅野よう子

など

## 出演

### ラジオ
- Viridian House（終了／「VIRTUAL ADVENTURE EAST」内／NACK5・FM大阪・FM愛知）